# ميشيل بيرو
ميشيل بيرو (بالإيطالية: Michele Pirro)‏ مواليد 5 يوليو 1986، هو متسابق دراجات نارية إيطالي. نافس في سباقات بطولة العالم لفئة 125 سي سي. كما شارك في بطولة العالم للسوبرسبورت وبطولة العالم للموتو جي بي.

## روابط خارجية
- ميشيل بيرو على موقع MotoGP.com (الإنجليزية)
- ميشيل بيرو على موقع WorldSBK.com (الإنجليزية)
- ميشيل بيرو على موقع CONI honoured athlete website (الإيطالية)
- ميشيل بيرو على موقع AS.com (الإسبانية)